# FDP Sachsen-Anhalt
Die FDP Sachsen-Anhalt ist der sachsen-anhaltische Landesverband der Freien Demokratischen Partei.

## Geschichte
Der sachsen-anhaltische Landesverband der FDP wurde im Zuge des Zusammenschlusses der ehemaligen DDR-Blockparteien LDP und NDPD am 14. Juli 1990 in Zerbst gegründet. Hinzu kamen die nach der Wende neu gegründeten Parteien Freie Demokratische Partei der DDR unter ihrem Landesvorsitzenden Hans-Herbert Haase und Deutsche Forumpartei.
Nicht zuletzt aufgrund der Tatsache, dass der langjährige FDP-Bundesvorsitzende Hans-Dietrich Genscher gebürtiger Hallenser ist, bildete Sachsen-Anhalt zunächst eine Hochburg der Liberalen. So erreichte die FDP bei der Bundestagswahl 1990 in Sachsen-Anhalt mit einem Zweitstimmenanteil von 19,7 % das beste Parteiergebnis aller Bundesländer. Zudem errang Uwe Lühr im Wahlkreis Halle-Altstadt das erste Direktmandat für die Partei seit 1961 und bis heute das bei Bundestagswahlen das letzte.
Unterdessen erzielte die FDP bei der ersten Landtagswahl in Sachsen-Anhalt 1990 mit 13,5 % der Stimmen das beste Wahlergebnis in den neuen Bundesländern. Daraufhin bildete sie mit der CDU Sachsen-Anhalt eine christlich-liberale Koalition und stellte fortan drei Landesminister, darunter Gerd Brunner bzw. Wolfgang Rauls als stellvertretenden Ministerpräsidenten. Nach Ablauf der ersten Legislaturperiode begann eine lange Phase der außerparlamentarischen Opposition. Sowohl 1994 als auch 1998 scheiterte die FDP an der Fünf-Prozent-Hürde. Erst 2002 gelang ihr mit einem Stimmenanteil von 13,3 % der Wiedereinzug in den sachsen-anhaltischen Landtag. Infolgedessen kam es zur Neuauflage der Regierungskoalition mit der CDU, in der die FDP neben dem stellvertretenden Ministerpräsidenten und Wirtschaftsminister Horst Rehberger mit zwei weiteren Ministern vertreten war: Karl-Heinz Paqué wurde Finanzminister, Gerry Kley Sozialminister. 2006 erhielt die Partei lediglich 6,7 % der Stimmen, woraufhin sie aus der Landesregierung ausschied. Bei der Landtagswahl 2011 schied die FDP mit 3,8 % aus dem Landtag aus. Trotz leichter Zugewinne scheiterte die FDP auch 2016 mit 4,9 % knapp (mit ca. 1500 Stimmen) an der Fünf-Prozent-Hürde. Bei der Landtagswahl 2021 gelang der FDP Sachsen-Anhalt der Wiedereinzug in den Landtag mit 6,4 % und damit 7 Mandaten. Seitdem ist sie im Kabinett Haseloff III mit einer Ministerin vertreten. Es besteht eine Deutschlandkoalition aus CDU, SPD und FDP.

## Organisation
Die FDP Sachsen-Anhalt gliedert sich in 14 Kreisverbände, die sich wiederum aus rund 115 Ortsverbänden zusammensetzen. Das höchste Beschlussgremium ist der Landesparteitag, der jährlich stattfindet und auf dem die verschiedenen Parteigremien gewählt werden. Ferner werden hier die Kandidaten für die jeweiligen Landeslisten bei Landtags-, Bundestags- oder Wahlen zum Europäischen Parlament aufgestellt.
Auf kommunaler Ebene ist die FDP Sachsen-Anhalt durch etwa 400 Mandatsträger vertreten (Stand 2006).

### Landesparteitag
Der Landesparteitag der FDP Sachsen-Anhalt ist das oberste Beschlussorgan des Landesverbandes. Einmal im Jahr innerhalb der ersten vier Monate im Jahr tagt er als ordentlicher Landesparteitag. Die Resultate sind für den Landesverband, die Gliederungen und die Mitglieder bindend. Er umfasst 200 Delegierte, die nach einem Delegiertenschlüssel aus den Kreisverbänden gewählt werden.

### Landesvertreterversammlung
Auf der Landesvertreterversammlung werden die Landeslisten für die Bundestags- und Landtagswahlen sowie die Delegierten und Ersatzdelegierten für den Europatag gewählt. Er umfasst wie auch der Landesparteitag 200 Delegierte, die nach einem Delegiertenschlüssel aus den Kreisverbänden gewählt werden.

### Landesschiedsgericht
Das Landesschiedsgericht obliegt die Verantwortung für die Anfechtung von Wahlen, die Verhängung von Ordnungsmaßnahmen und die Entscheidung von Streitigkeiten. Die Zusammensetzung des Parteiorgans richtet sich nach der Schiedsordnung der Bundespartei.

### Landesvorstand
Zu den Hauptaufgaben des Landesvorstands zählen die Ausführungen der Entscheidungen des Landesparteitages und der Landeshauptausschüsse und die Führung des Landesverbands. Der geschäftsführende Landesvorstand besteht aus dem Landesvorsitzenden, zwei stellvertretenden Vorsitzenden, dem Landesschatzmeister, dem Vorsitzenden der Landtagsfraktion oder einem Vertreter der Landtagsfraktion und zwei Beisitzern. Der erweiterte Landesvorstand setzt sich aus 10 weiteren Beisitzern, sowie Vertretern der Jungen Liberalen Sachsen-Anhalt, Liberalen Frauen Sachsen-Anhalt, den der FDP Sachsen-Anhalt angehörenden Landes- und Bundesministern und den Mitgliedern des Bundestages des FDP-Landesverbandes Sachsen-Anhalt.
Die Mitglieder des Landesvorstands sind:
| Vorsitzende                              | Lydia Hüskens |
| Stellvertretende Vorsitzende             | Marcus Faber, Andreas Silbersack |
| Schatzmeister                            | Allard von Arnim |
| Beisitzer im geschäftsführenden Vorstand | Johann Hauser, Kathrin Tarricone |
| Beisitzer                                | Johanna Engel, Lutz Franke, Maximilian Gludau, Thomas Gürke, Ramona Hoyer, Franz-Ullrich Keindorff, Markus Lessmann, Yana Mark, Konstantin Pott |
| Vertreter der Jungen Liberalen           | Jonas Wolf |
| Vertreterin der Liberalen Frauen         | N.N. |

### Landesfachausschüsse
Die politische Arbeit des Landesvorstandes wird von den folgenden Landesfachausschüssen fachkundig unterstützt:
- Innen, Recht und Kommunales
- Bauen, Wohnen und Verkehr
- Landwirtschaft und Umwelt
- Bildung und Wissenschaft
- Wirtschaft, Energie und Finanzen
- Außen-, Sicherheitspolitik und Europa
- Gesundheit und Pflege, Arbeit und Soziales
- Sport und Kultur
- AG Digitales, Netzpolitik und Medien
- AG Liberalismus

### Landesvorsitzende
| Landesvorsitzende | Landesvorsitzende                                     | Landesvorsitzende                          | Landesvorsitzende |
| Jahre             | Name                                                  | Foto                                       |                   |
| ----------------- | ----------------------------------------------------- | ------------------------------------------ | ----------------- |
| 1990–1991         | Gerd Brunner                                          | Gerd Brunner (1990)                        |                   |
| 1991–1994         | Peter Kunert                                          |                                            |                   |
| 1994–1995         | Bruno Menzel                                          | Bruno Menzel (1990)                        |                   |
| 1995–2011         | Cornelia Pieper                                       | Cornelia Pieper (2013)                     |                   |
| 2011–2013         | Veit Wolpert                                          |                                            |                   |
| 2013–2015         | Cornelia Pieper                                       | Cornelia Pieper (2013)                     |                   |
| 2015–2020         | Frank Sitta                                           | Frank Sitta (2015)                         |                   |
| 2020–2021         | Lydia Hüskens & Marcus Faber (amtierende Vorsitzende) | Lydia Hüskens (2022) · Marcus Faber (2015) |                   |
| seit 2021         | Lydia Hüskens                                         | Lydia Hüskens (2022)                       |                   |

## Mitgliederentwicklung
| Mitgliederentwicklung | Mitgliederentwicklung | Mitgliederentwicklung | Mitgliederentwicklung | Mitgliederentwicklung | Mitgliederentwicklung | Mitgliederentwicklung | Mitgliederentwicklung | Mitgliederentwicklung | Mitgliederentwicklung | Mitgliederentwicklung | Mitgliederentwicklung | Mitgliederentwicklung | Mitgliederentwicklung | Mitgliederentwicklung | Mitgliederentwicklung | Mitgliederentwicklung | Mitgliederentwicklung | Mitgliederentwicklung | Mitgliederentwicklung | Mitgliederentwicklung | Mitgliederentwicklung | Mitgliederentwicklung | Mitgliederentwicklung | Mitgliederentwicklung | Mitgliederentwicklung | Mitgliederentwicklung | Mitgliederentwicklung | Mitgliederentwicklung |
| 1990                  | 1991                  | 1992                  | 1993                  | 1994                  | 1995                  | 1996                  | 1997                  | 1998                  | 1999                  | 2000                  | 2001                  | 2002                  | 2003                  | 2004                  | 2005                  | 2006                  | 2007                  | 2008                  | 2009                  | 2010                  | 2011                  | 2012                  | 2013                  | 2014                  | 2015                  | 2016                  | 2017                  | 2018                  |
| --------------------- | --------------------- | --------------------- | --------------------- | --------------------- | --------------------- | --------------------- | --------------------- | --------------------- | --------------------- | --------------------- | --------------------- | --------------------- | --------------------- | --------------------- | --------------------- | --------------------- | --------------------- | --------------------- | --------------------- | --------------------- | --------------------- | --------------------- | --------------------- | --------------------- | --------------------- | --------------------- | --------------------- | --------------------- |
| 24.171                | 14.289                | 8.394                 | 7.254                 | 5.908                 | 4.688                 | 3.930                 | 3.444                 | 3.222                 | 2.722                 | 2.520                 | 2.498                 | 2.496                 | 2.405                 | 2.343                 | 2.264                 | 2.166                 | 2.019                 | 1.920                 | 2.020                 | 1.919                 | 1.694                 | 1.524                 | 1.425                 | 1.274                 | 1.219                 | 1.210                 | 1.264                 | 1.266                 |

## Landtagsfraktion
Im Landtag von Sachsen-Anhalt gibt es seit der Landtagswahl 2021 wieder eine FDP-Landtagsfraktion.

### Fraktionsvorsitzende
| Fraktionsvorsitzende                                     | Fraktionsvorsitzende | Fraktionsvorsitzende    | Fraktionsvorsitzende |
| Jahre                                                    | Name                 | Foto                    |                      |
| -------------------------------------------------------- | -------------------- | ----------------------- | -------------------- |
| 1990–1994                                                | Hans-Herbert Haase   |                         |                      |
| Von 1994 bis 2002 war die FDP nicht im Landtag vertreten |                      |                         |                      |
| 2002                                                     | Cornelia Pieper      | Cornelia Pieper (2013)  |                      |
| 2002–2004                                                | Rainhard Lukowitz    |                         |                      |
| 2004–2006                                                | Veit Wolpert         |                         |                      |
| 2006–2008                                                | Karl-Heinz Paqué     | Karl-Heinz Paqué (2015) |                      |
| 2008–2011                                                | Veit Wolpert         |                         |                      |
| Von 2011 bis 2021 war die FDP nicht im Landtag vertreten |                      |                         |                      |
| 2021                                                     | Lydia Hüskens        |                         |                      |
| seit 2021                                                | Andreas Silbersack   |                         |                      |

## Wahlergebnisse

### Landtagswahlen
| Landtagswahlergebnisse | Landtagswahlergebnisse | Landtagswahlergebnisse | Landtagswahlergebnisse |
| Jahr                   | Stimmen                | Sitze                  |                        |
| ---------------------- | ---------------------- | ---------------------- | ---------------------- |
| 1990                   | 13,5 %                 | 14                     |                        |
| 1994                   | 3,6 %                  | —                      |                        |
| 1998                   | 4,2 %                  | —                      |                        |
| 2002                   | 13,3 %                 | 17                     |                        |
| 2006                   | 6,7 %                  | 7                      |                        |
| 2011                   | 3,8 %                  | —                      |                        |
| 2016                   | 4,9 %                  | —                      |                        |
| 2021                   | 6,4 %                  | 7                      |                        |

### Bundestagswahlen
| Bundestagswahlergebnisse | Bundestagswahlergebnisse | Bundestagswahlergebnisse | Bundestagswahlergebnisse                                                      |
| ------------------------ | ------------------------ | ------------------------ | ----------------------------------------------------------------------------- |
| Jahr                     | Stimmen                  | Sitze                    | Abgeordnete                                                                   |
| 1990                     | 19,7 %                   | 5                        | Bruno Menzel, Hans P. H. Schuster, Uwe Lühr, Heinz-Dieter Hackel, Sigrid Hoth |
| 1994                     | 4,1 %                    | 1                        | Uwe Lühr                                                                      |
| 1998                     | 4,1 %                    | 1                        | Cornelia Pieper (ausgeschieden im Mai 2002, Nachrückerin: Gudrun Serowiecki)  |
| 2002                     | 7,6 %                    | 1                        | Cornelia Pieper                                                               |
| 2005                     | 8,1 %                    | 2                        | Cornelia Pieper, Jens Ackermann                                               |
| 2009                     | 10,3 %                   | 2                        | Cornelia Pieper, Jens Ackermann                                               |
| 2013                     | 2,6 %                    | —                        | —                                                                             |
| 2017                     | 7,8 %                    | 2                        | Frank Sitta, Marcus Faber                                                     |
| 2021                     | 9,5 %                    | 2                        | Marcus Faber, Ingo Bodtke                                                     |
| 2025                     | 3,1 %                    | —                        | —                                                                             |